# ネモナプリド
ネモナプリド (Nemonapride) は、ベンズアミド系の抗精神病薬。分子式は C21H26ClN3O2。融点150–153℃。水に不溶。強力なドーパミンD2受容体遮断作用を示し、統合失調症などの治療に用いられる。
アステラス製薬からエミレースなどの商品名で販売されている。

## 副作用
- 倦怠感、脱力感、集中力低下、眠気など

## 禁忌・注意
- パーキンソン病の者は投与できない
- 肝障害のある者はよく注意する
- 自動車の運転は避ける

## 種類
- 錠剤:3mg,10mg
- 細粒:2%